# До 30-річчя незалежності України (срібна інвестиційна монета)
«30 років незалежності України» —  срібна інвестиційна монета номіналом 1 гривня, випущена Національним банком України, присвячена річниці події прийняття Верховною Радою України 24 серпня 1991 року історичного документу – Акту проголошення незалежності України.
Монету введено в обіг 17 серпня 2021 року.

## Опис та характеристики монети
| Номінал грн. | Метал                | Маса, грам | Діаметр, мм. | Якість виготовлення | Гурт     | Тираж, штук |
| ------------ | -------------------- | ---------- | ------------ | ------------------- | -------- | ----------- |
| 1            | срібло (999,9 проба) | 31,1       | 38,6         | анциркулейтед       | рифлений | 15 000      |

### Аверс
На аверсі монети зображено: Державний герб України (зверху), під яким напис "УКРАЇНА", восьмикутний картуш в центрі монети, в якому логотип НБУ, рік карбування - "2021", позначення металу (Ag), його проба (999,9) та маса в чистоті (31,1). Навколо картуша розташований патерн зі стилізованих давньоруських київських гривень та стилізований лавровий вінок по периметру монети. Внизу монети зазначено номінал "1" і символ гривні. Логотип Банкнотно-монетного двору НБУ розташовано в лівій нижній частині монети.

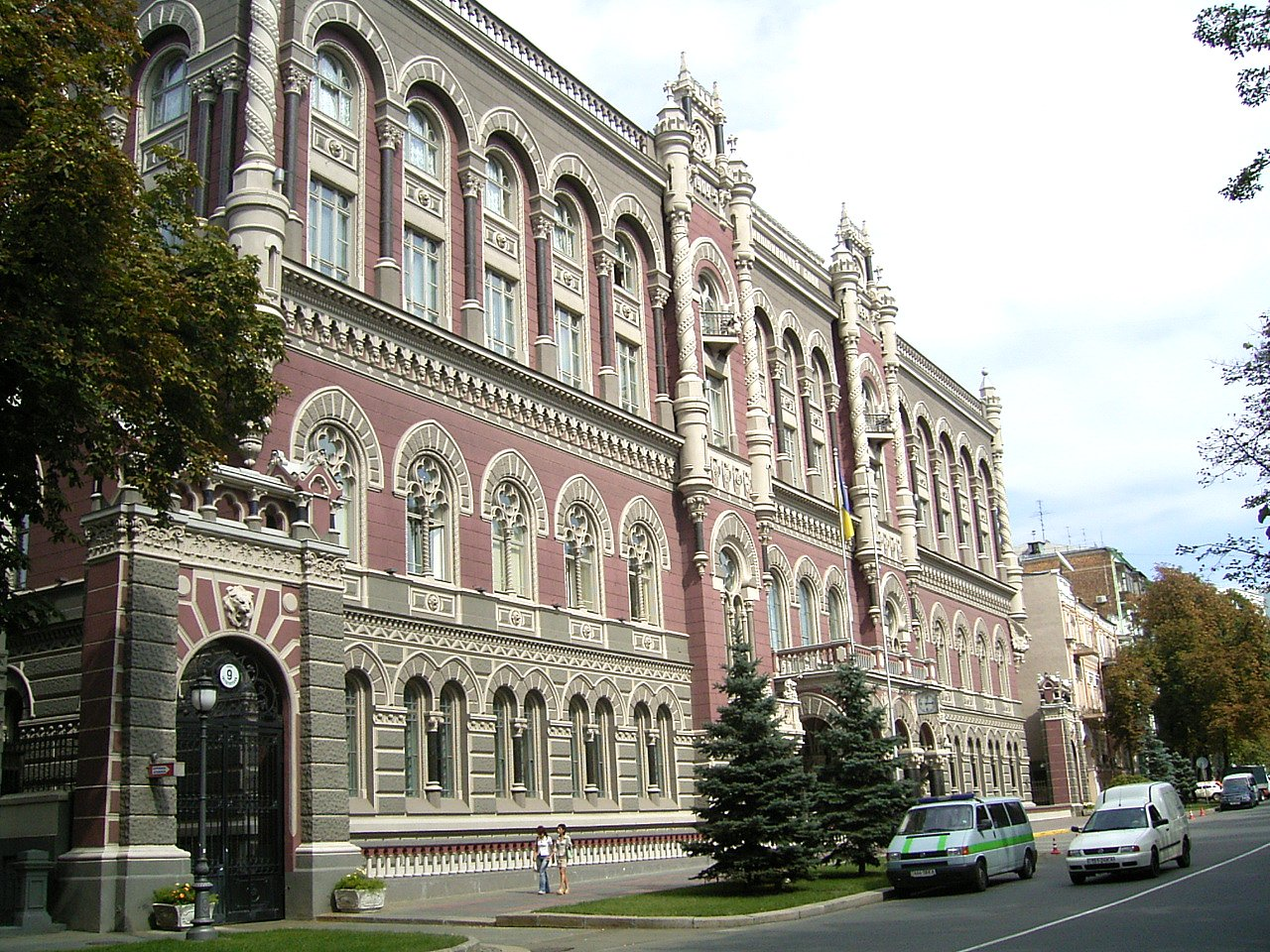
Будівля Національного банку України

### Реверс
На реверсі монети в її центрі стилізовано зазначено цифру "3" та "0" у вигляді квітки, під якими йде напис "років Незалежності України". Над цифрами зазначено напис "Ти у мене єдина".

## Вартість монети
Роздрібна ціна Національного банку України у 2021 році була 910 гривень та залежала від вартості срібла на день її реалізації.
Фактична приблизна вартість монети, з роками змінювалася так:
| Рік        | 2021 | 2022 | 2023 |
| ---------- | ---- | ---- | ---- |
| Ціна, грн. |      |      |      |